# Гуляйполе (хутір)
Гуляйполе - хутір, приєднаний до села Богданівка. Був розташований за 3 км на північний захід від центру села.

## Історія
У 1930-х роках на хуторі діяла читальня товариства «Просвіта».
1944 року загинув уродженець хутора, член ОУН Петро Дзядик (1918 р. н.).
10 жовтня 1945 року на хуторі більшовики під час облави виявили набої та зброю.
У серпні 1947 року в криївці на хуторі загинув надрайоновий провідник ОУН Ростислав Шевчук ("Чуйкевич").
У березні 1949 року на хуторі було 83 двори (365 осіб), функціонували колгосп, початкова школа. Хутір хотіли перетворити у село, але через велику відстань між деякими будинками (200–500 метрів) план не реалізували.
У 1950-х рр. виведений з облікових даних у зв’язку з переселенням жителів у Богданівку.
Нині на хуторі проживають 46 осіб; частина Гуляйполя (7 будинків, 6 жителів) належить до села Максимівка Збаразького району.